# Abel Lefranc
Maurice Jules Abel Lefranc (27 de julho de 1863 - 26 de novembro de 1952) foi um historiador da literatura francesa, especialista em Rabelais e o principal defensor da teoria de que William Stanley, 6º Conde de Derby, seja o verdadeiro autor da obra de William Shakespeare.

## Anos iniciais
Lefranc nasceu em Élincourt-Sainte-Marguerite. Anos depois, estudou na Ècole Nationale des Chartes, onde escreveu uma tese sobre a história e organização da cidade de Noyon até o final do século XIII (1886). Partiu para estudar em Leipzig e Berlim (1887), onde preparou um relatório sobre o ensino de história na Alemanha, que considerava ser o mais avançado do mundo.

## Carreira acadêmica
Enquanto trabalhava com o Arquivo Nacional da França, Lefranc continuou sua pesquisa histórica, voltando-se especificamente para o século XVI. Em 1893, aos 30 anos, publicou Histoire du Collège de France depuis les origines jusqu'à la fin du Premier Empire, uma história do Collège de France desde sua origem até a queda de Napoleão. Sua intenção era reabilitar o período posterior da existência do Collège, que havia sido negligenciado. Tornou-se secretário do Collège de France sob três de seus diretores: Gaston Boissier, Gaston Paris e Emile Levasseur, combinando seu trabalho como historiador com o de arquivista e bibliotecário da instituição. Ele também continuou com sua própria pesquisa sobre a história da literatura.
Em 1904, com a morte de Émile Deschanel, Cátedra de Literatura Francesa Moderna no Collège de France, Lefranc concorreu com sucesso ao cargo contra Ferdinand Brunetière, que era considerado uma pessoa anticientífica e excessivamente influenciada por doutrinas religiosas. Lefranc já havia sido nomeado professor da École pratique des hautes études, da qual se tornou diretor em 1911. Nessa época, ele era considerado um importante historiador e filólogo, cujo trabalho sobre João Calvino, Marguerite de Navarra e François Rabelais era autoridade em seus respectivos assuntos.
Em 1903, Lefranc fundou a "Société des Etudes rabelaisiennes" e a revista Revue des Etudes rabelaisiennes. Ele acreditava que Rabelais era um ateu anticristão militante, cujos escritos nominalmente cômicos transmitiam sua filosofia.
Lefranc foi eleito para a Académie des Inscriptions et Belles-Lettres em 1927.
Suas obras estão agora em grande parte antiquadas. No entanto, ajudaram a formar uma geração de historiadores literários do século XVI, que continuaram seu trabalho e aplicaram seus métodos.

## Teorias sobre Shakespeare
As teorias de Lefranc a respeito de William Shakespeare foram publicadas em 1918 na obra Sous le masque de William Shakespeare: William Stanley, Vie comte de Derby (2º volume, 1918). Lefranc argumentou que William Stanley, 6º Conde de Derby era o verdadeiro autor das obras de Shakespeare. A teoria foi desenvolvida após James H. Greenstreet sugeri-la pela primeira vez na década de 1890 em razão da descoberta de uma carta de 1599 a qual afirmava que Derby estava "ocupado escrevendo comédias para atores ordinários (common players, no original)".
Lefranc acreditava que a vida de Derby se adequava aos interesses e às crenças do escritor Shakespeare. Além disso, Derby pode ter tido um caso com Mary Fitton, considerada uma provável candidata a Dama Escura (Dark Lady, no original) dos sonetos shakespeariano. Lefranc considerava Derby simpático à França e ao catolicismo, pontos de vista que ele também acreditava estarem presentes nas peças do escritor. A proficiência de Derby em francês explicaria o uso da língua por Shakespeare na peça teatral Henrique V. De acordo com Lefranc, as experiências de Derby no Tribunal de Navarra também se refletem em Love's Labour's Lost ("Trabalhos de Amor Perdido"). Por fim, Lefranc acreditava que o personagem de Falstaff havia sido influenciado pela obra de Rabelais, que não estava disponível na tradução para o inglês na época.

## Obras
A seguir, verifica-se a lista das principais publicações de Abel Lefranc.
- Histoire de la ville de Noyon et de ses Institutions jusqu'à la fin du XIIIe siècle (1887)
- La Jeunesse de Calvin (1888)
- Histoire du Collège de France depuis ses origines jusqu'à la fin du premier Empire (1893)
- Les Idées religieuses de Marguerite de Navarre d'après son œuvre poétique Les Marguerites et les Dernières poésies (1898)
- Les Navigations de Pantagruel, études sur la géographie rabelaisienne (1905)
- Les Lettres et les idées depuis la Renaissance (2° volume, 1910–1914)
- Sous le masque de William Shakespeare: William Stanley, Vie comte de Derby (2° volume,1918)
- La Vie quotidienne au temps de la Renaissance (1938)
- À la découverte de Shakespeare (2° volume, 1945)

### Edições
- Marguerite de Navarre: Les Dernières poésies (1896)
- Jean Calvin: Institution de la religion chrestienne (em col., 2° volume, 1911)
- François Rabelais: Œuvres (em col., 5º volume, 1913–1931)
- André Chénier: Œuvres inédites (1914)